# Tenagino Probo

Provincia romana de África señalada en rojo.

Tenagino Probo fue un soldado y procurador romano, cuya carrera alcanzó su apogeo a finales de la sexta década del siglo III a. C., alrededor de los años 255 y 260. La falta de fuentes primarias hace complicado saber ciertos aspectos de sus orígenes o de los inicios de su carrera. Sin embargo, sí que se sabe que ejerció como gobernador de la provincia de Numidia, y más tarde de Egipto. Ambos cargos serían conocidos por su notoriedad dentro de la pirámide política del Imperio Romano, siendo la provincia de Egipto considerada una de las más importantes de la carrera política de los équites.
En estos cargos desempeñó aptitudes tanto militares como administrativas, y como gobernador de Egipto lideró ciertas campañas militares fuera de la misma provincia. Murió en combate resistiendo la invasión de la región egipcia ante las fuerzas de Zenobia, en el tumultuoso momento dentro del imperio debido a la lucha entre los emperadores Claudio II y Aureliano.
Aún con la poca información disponible sobre Probo, el hecho de que fuera confiado con el gobierno de dos de las provincias más importantes estratégica y económicamente, además de haber recibido un cargo militar importante fuera de su provincia indica que tenía reputación de ser un funcionario imperial competente. Estos cargos sugieren que tanto Galieno como su sucesor Claudio confiaban ampliamente en él. Probo posiblemente se beneficiara de que las gobernanzas provinciales y ciertos cargos militares se reformaran y dejaran de estar reservados exclusivamente para senadores.